# ビル・ナイ (教育者)

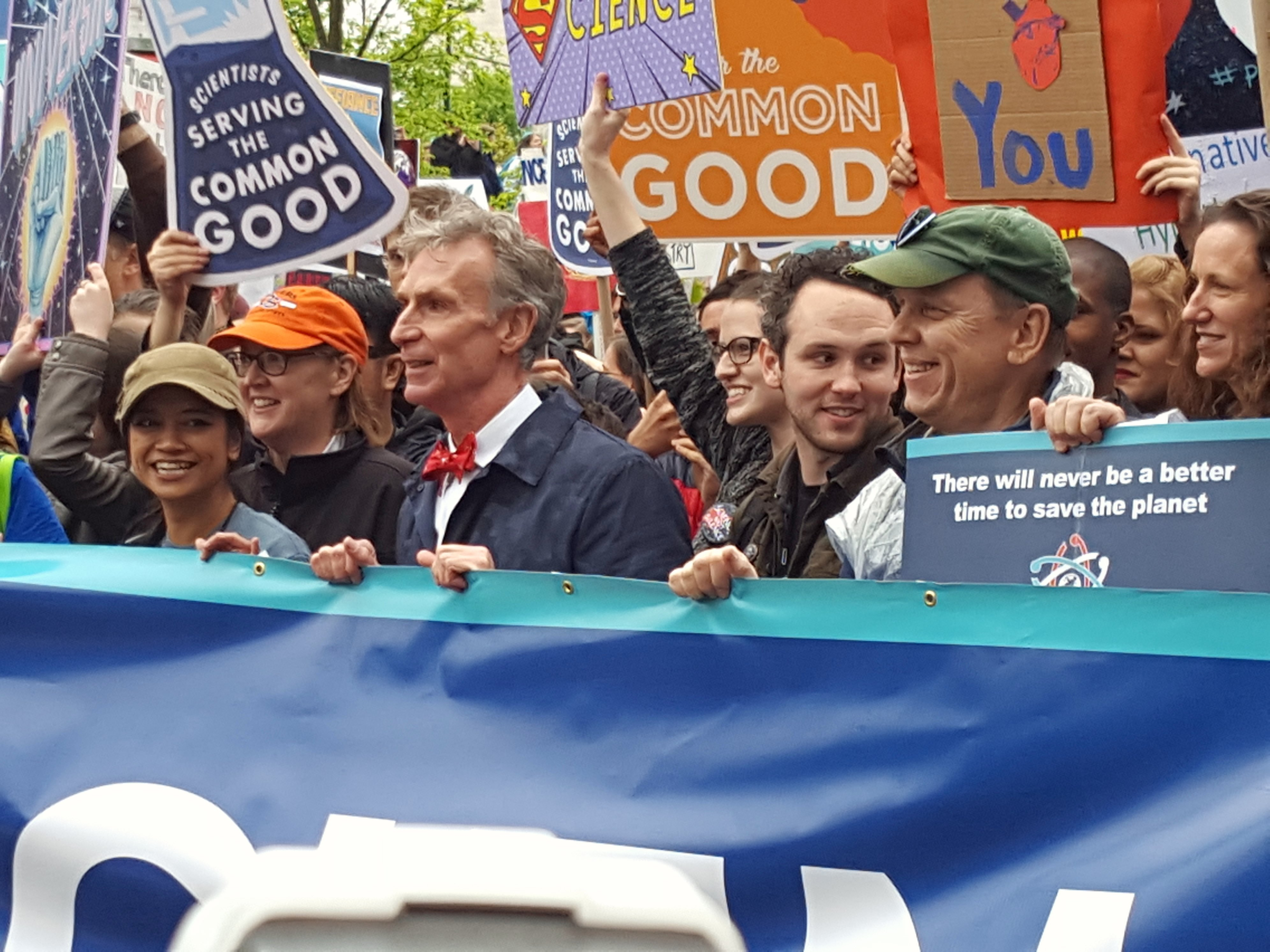
科学の発展と科学者の貢献を訴えるマーチ・フォー・サイエンスに参加するビル

ウィリアム・サンフォード・"ビル"・ナイ（William Sanford "Bill" Nye、1955年11月27日 - ）は、アメリカ合衆国の科学教育者、テレビ司会者、コメディアン、俳優、作家、科学者であり、アメリカで1993年から98年まで放送されていた科学教育番組「Bill Nye the Science Guy」の司会を務めていたことで有名な人物である。サイコップ会員。

## 経歴
1955年11月27日 ワシントンD.C.にて、第二次世界大戦期間の暗号解読員であったジャックリンと、退役軍人のEdwin Darby "Ned" Nyeの間に生まれた。

### 学生時代
市内のラファイエット小学校とアリスディール中学校に在籍した後、一部奨学金を受けながら私立学校シドウェル・フレンズ・スクールを1973年卒業した。コーネル大学にて機械工学を勉強（この時、カール・セーガンの天文学も受講）し、機械工学学士（理学）として1977年卒業した。その縁で、時折コーネル大学には、入門レベルの人類生態学と天文学のゲスト講師として呼ばれている。

### キャリア
ナイはシアトルのボーイングに務め、ボーイング747の油圧共振抑制技術を開発する傍ら、作業説明用のトレーニングフィルムに主演していた。その後、航空業界のコンサルタントとして働いていた。数年ごとにNASAの宇宙飛行士採用を志願していたが落選していたことを1999年タンパベイ・タイムズで語っている。

### The Science Guy
ナイは、「Almost Live！」というワシントン州シアトルのローカルコント番組の作家 兼 俳優を兼ねて活動を始めた。
この番組の司会であったRoss Shaferが、番組内の6分の枠内で「The Science Guy」という愛称の科学的な実演を行う企画を提案した。
この企画は1991年から1993年まで行われ人気を博し、1993年から1998年まで子供向け科学番組として全米に放送された。

### 出演
2005年、The Eyes of Nye
テレビ番組（シットコム）『ビッグバン★セオリー』シーズン7第7話「プロトン教授すげ替えの法則」（2013年11月7日）に本人役で出演。「科学おじさんビル・ナイ」と紹介された。
2017年、ネットフリックス配信作品Bill Nye Saves the World（ビル・ナイが世界を救う）は、2018 年まで3シーズン続けられた。
2018年、テレビドラマ『ブラインドスポット』のシーズン3の第20話では本名のまま脚色された役を演じた。2019年のシーズン4の第18話、2020年のシーズン5の第2話でも同役を再演した。
2021年、映画『ブリス ～たどり着く世界～』に出演した。

## 栄誉
- ショーティー・アワード
- デイタイム・エミー賞
- 2014年 - ワシントン賞
- 2025年 - 大統領自由勲章[12]

## 著作
- Bill Nye the Science Guy's Big Blast of Science (1993)
- Bill Nye the Science Guy's Consider the Following: A Way Cool Set of Science Questions, Answers, and Ideas to Ponder (1995)
- Bill Nye the Science Guy's Big Blue Ocean (1999)
- Bill Nye the Science Guy's Great Big Dinosaur Dig (2002)
- Bill Nye the Science Guy's Great Big Book of Tiny Germs (2005)
- Bill Nye the Science Guy's Great Big Book of Science - featuring Oceans and Dinosaurs (2005)
- Nye, B. (2014). Undeniable: Evolution and the Science of Creation. New York: St. Martin's Press. ISBN 978-1250007131.
- Nye, B. (2015). Unstoppable: Harnessing Science to Change the World. New York: St. Martin's Press. ISBN 978-1250007148.
- Nye, B. (2017). Everything All at Once: How to Unleash Your Inner Nerd, Tap into Radical Curiosity and Solve Any Problem. Emmaus, Pennsylvania: Rodale Books. ISBN 978-1623367916.[119]
- Jack and the Geniuses at the Bottom of the World (2017)
- Jack and the Geniuses Lost in the Jungle (2017)
- Jack and the Geniuses in the Deep Blue Sea (2018)
- Bill Nye's Great Big World of Science (2020)